# Scyllarus depressus
Scyllarus depressus är en kräftdjursart som först beskrevs av Sidney Irving Smith 1881.  Scyllarus depressus ingår i släktet Scyllarus och familjen Scyllaridae. IUCN kategoriserar arten globalt som livskraftig. Inga underarter finns listade i Catalogue of Life.